# Бите, Илга Карловна
И́лга Ка́рловна Би́те (род. 1938) — латышская советская доярка, депутат Верховного Совета СССР.

## Биография
Родилась в 1938 году. Латышка. Беспартийная. Образование неполное среднее.
С 1952 года колхозница, затем доярка колхоза «Росме». С 1969 года — доярка колхоза «Лидумс», Стучкинский район Латвийской ССР.
Депутат Совета Национальностей Верховного Совета СССР 9 созыва (1974—1979) от Стучкинского избирательного округа № 317 Латвийской ССР.